# Adikarto (Muntilan)
Adikarto is een bestuurslaag in het regentschap Magelang van de provincie Midden-Java, Indonesië. Adikarto telt 2958 inwoners (volkstelling 2010).